# Marván I.
Marván I. (623?–685, Damašek), celým jménem Marván ibn al-Hakam byl arabským chalífou z rodu Umajjovců, vládnoucím v letech 683–685. Byl ctižádostivým a schopným mužem, což způsobilo, že ho první umajjovský chalífa Mu'ávija I. vyloučil z vysoké politiky uvnitř chalífátu.

## Vláda
V červnu 684 se nechal prohlásit chalífou, diplomatickou cestou se mu podařilo získat na svou stranu kmen Kalb a s jeho pomocí poté v bitvě u Merdž Ráhit porazit konkurenční kmen Kajs. Tím si zajistil pevnou pozici v Damašku a Sýrii. Poté následovalo tažení do Egypta, který se mu podařilo úspěšně ovládnout. Tažení proti Abdulláhovi ibn az-Zubajr již nestihl vykonat, neboť ve vysokém věku zemřel.
Jeho smrt je opředena tajemstvím a souvisí s následnictvím v umajjovském rodě. Některé prameny tvrdí, že zemřel na mor, tak jako jeho předchůdce. Některé však říkají, že byl zavražděn svou manželkou Fáchitou, která ho udusila ve spánku. Byla totiž vdovou po Jazídovi I. a smrt Marvánova měla být pomstou za to, že vyloučil její syny z nástupnictví, ve prospěch svého syna Abdulmalika. Marván se prý na rodové radě zavázal, že po něm nastoupí Jazídův syn Chálid. Poté však nezapomněl zmínit, že je příliš vysokého věku a že v době jeho smrti bude ještě Chálid nezletilý, proto pak dal přednost Abdulmalikovi.